# Franciszek Zagórski (poeta)
Franciszek Zagórski, krypt. Franciszek Z..., (ur. 10 marca 1770 w Drohiczynie, zm. 1806 w Brandenburgii) – polski duchowny, kaznodzieja, poeta, tłumacz i teoretyk literatury.

## Życiorys
Urodzony w Drohiczynie, pierwsze nauki pobierał w tamtejszych szkołach pijarskich. 15 sierpnia 1787 wstąpił do zgromadzenia pijarów. Przyjął wówczas imię Franciszka od św. Jana Bożego. Po odbytym nowicjacie studiował retorykę w Szczuczynie Mazowieckim (1789/1890), a wkrótce potem filozofię w Łomży (1790/1791 – 1791/1792). W roku szkolnym 1792/1793 nauczał w infimie (Warszawa), przez 3 kolejne lata pracował jako nauczyciel w Górze (1793/1794 – 1795/1796), by na koniec trafić jako nauczyciel matematyki i wymowy do warszawskiego Collegium Nobilium (1796/1797 – 1799/1800). W tym okresie dał się poznać jako dobry kaznodzieja, głosząc kazania w kolegiacie Św. Jana. Od roku 1800 był już nieuleczalnie chory, początkowo pozostawał w Warszawie, a od roku 1803 w Radziejowie. Zmarł w wieku 36 lat, prawdopodobnie w Brandenburgii w roku 1806 (gdzie przebywał po opuszczeniu Radziejowa). Według innych źródeł (Matricula provinciae Polonae Scholarum Piarum 1742–1865) zmarł kilka miesięcy wcześniej, jeszcze w roku 1805, w Radziejowie.

## Twórczość
Ważniejsze utwory
1. Oda na dzień urodzin. Do Anny Tyszkiewiczówny Podskarbianki W. X. Lit., brak miejsca wydania (około roku 1790); wyd. bezimiennie; autorstwo według Estreichera XXXIV, 1951, 79
2. Sielanki; Wieśniak o Warszawie (satyra); Nauka o wierszu pasterskim (rozprawa); wyd. zobacz Przekłady poz. 1.

Przekłady
1. Muzeusz, poeta grecki, o Leandrze i Erze. Przekładania Franciszka Z... Z przydatkiem sielanek. Tomik 1, Warszawa 1796; zawartość – Musajos (Musaeus): O Leandrze i Erze; przekłady sielanek Nauagera, Claudianusa, Teokryta, Catullusa J. Sannazara i Vergiliusa; Ważniejsze utwory poz. 2
2. K. Janicki: Elegia I. (Tristium Liber I), "Nowy Pamiętnik Warszawski" t. 2 (1801), s. 197-200.

Zagórski miał ponadto przełożyć kilka innych elegii Janickiego.

## Opracowania o Franciszku Zagórskim
1. Matricula provinciae Polonae Scholarum Piarum 1742–1865, rękopis: Archiwum OO. Pijarów w Krakowie (odpis J. Buby)
2. A. Horãnyi: Scriptores Piarum Scholarum t. 2, Buda 1809, s. 366-367
3. Sz. Bielski: Vita et scripta, Warszawa 1812
4. J. Lipiński: Rozprawa o poemacie sielskim, "Rocznik Towarzystwa Warszawskiego Przyjaciół Nauk" t. 10 (1817), s. 430
5. F. M. Sobieszczański: "Encyklopedia powszechna" Orgelbranda, t. 28 (1868).